# Garching bei München
Garching bei München ili skraćeno Garching je gradić pokraj Münchena u njemačkoj saveznoj državi Bavarskoj. U njemu se nalazi više instituta za istraživanje, kao i sveučilišta. Do 14. rujna 1990., smatran je dijelom Münchena, ali je tada proglašen gradom.

## Položaj
Grad se nalazi blizu rijeke Isar i autoceste A9. U-Bahn linija 6 povezuje Garching s čitavim Münchenom, preko stanica Garching-Hochbrück, Garching i Garching-Forschungszentrum. 
Kao mnogi gradovi oko Münchena, Garching bei München je razumljivo siguran grad. Mnogi su restorani smješteni oko grada, većinom u njegovom središtu. Gradić je miran, bez posebnog noćnog života.

## Distrikti
Garching se sastoji od četiri gradska distrikta:
- Garching
- Dirnismaning
- Hochbrück
- Hochschul- und Forschungszentrum

## Vanjske poveznice
- Službena stranica (njem.)
- Europski južni observatorij (ESO)
- Max Planck Institut (MPA)
- Walter Meissner Institut (WMI)
- Walter Schottky Institut (WSI)
- Računalni centar Leibniz(LRZ)  Arhivirana inačica izvorne stranice od 19. lipnja 2010. (Wayback Machine)